# Scopula luxipuncta
Scopula luxipuncta là một loài bướm đêm trong họ Geometridae.